# Un altro ferragosto
Pour plus de détails, voir Fiche technique et Distribution.
Un altro ferragosto est une comédie dramatique italienne réalisée par Paolo Virzì et sortie en 2024.
Il s'agit de la suite du film Ferie d'agosto (1996), du même réalisateur.

## Synopsis
Vingt-huit ans après leur été ensemble, les familles Molino et Mazzalupi reviennent à l'île de Ventotene pour des raisons différentes. Sandro est mourant et son fils Altiero, 26 ans, entrepreneur dans le numérique marié à une mannequin, décide d'inviter les amis de son père à passer un dernier été ensemble. Mais dans les mêmes jours, la ville accueille également le mariage de Sabry Mazzalupi, qui est devenue une célébrité du web, attirant à Ventotene non seulement la famille de la femme, mais aussi des journalistes et des arrivistes.

## Fiche technique
- Titre original italien : Un altro ferragosto[2] (litt. « Un nouveau jour férié en août »)
- Réalisateur : Paolo Virzì
- Scénario : Paolo Virzì, Francesco Bruni, Carlo Virzì
- Photographie : Guido Michelotti
- Montage : Jacopo Quadri
- Musique : Battista Lena
- Décors : Sonia Peng
- Production : Raffaella Leone, Andrea Leone
- Sociétés de production : Leone Film Group (it), Rai Cinema
- Pays de production :  Italie
- Langue originale : italien
- Format : couleurs
- Durée : 124 minutes
- Genre : comédie dramatique
- Dates de sortie :
  - Italie : 7 mars 2024

## Distribution
- Silvio Orlando : Sandro Molino
- Sabrina Ferilli : Marisa
- Christian De Sica : Pierluigi Nardi Masciulli
- Laura Morante : Cecilia Sarcoli
- Andrea Carpenzano : Altiero Molino
- Vinicio Marchioni : Cesare
- Anna Ferraioli Ravel : Sabrina Mazzalupi, dite « Sabry »
- Emanuela Fanelli : Daniela
- Gigio Alberti : Roberto
- Paola Tiziana Cruciani : Luciana Mazzalupi
- Silvio Vannucci : Mauro Santucci
- Raffaella Lebboroni : Betta
- Claudia Della Seta : Graziella
- Agnese Claisse : Martina Santucci
- Lele Vannoli : le brigadier Cozzolino
- Milena Mancini : la sénatrice Ascione
- Lorenzo Nohman : Tito
- Patrizio Orsini : Javier
- Maria Laura Rondanini : Maria Luisa Vitiello
- Lorenzo Fantastichini : Massimo Mazzalupi
- Chiara Sani : l'organisatrice de mariage
- Lorenzo Saugo : Noah
- Ema Stokholma : Gaia
- Liliana Fiorelli : la correspondante TV
- Fabrizio Ciavoni : Fabio
- Emiliano Bianchi : Ivan
- Rocco Papaleo : Pampiglione
- Lorenzo Balducci : l'Honorable Corchiani
- Michele Mariniello : Eugenio Colorni
- Daniela Tusa : Camilla Ravera
- Laura Rauch : Ursula Hirschmann
- Alberto Basaluzzo : Sandro Pertini
- Riccardo Sinibaldi : Altiero Spinelli
- Marco Scalia : le Maestro Bologna
- Palmira Cassetta : Noemi
- Elia Primucci : Giorgio
- Noah Vallone : Ruggiero Jr

## Production
Le tournage a eu lieu à Ventotene entre le 25 avril et le 21 juin 2023,. La plupart des acteurs du film original ont repris leurs rôles respectifs.